# 3-metilnonano
El 3-metilnonano es un alcano de cadena ramificada con fórmula molecular C10H22.